# Porcellio andrius
Porcellio andrius är en kräftdjursart som beskrevs av Hans Strouhal1937. Porcellio andrius ingår i släktet Porcellio och familjen Porcellionidae. Inga underarter finns listade i Catalogue of Life.